# Parque Natural do Alvão
O Parque Natural do Alvão é um parque natural situado na região Norte de Portugal. Criado em 1983, é o mais pequeno parque natural do país, com uma área de cerca de 72 km2 distribuídos pelos municípios de Vila Real e Mondim de Basto. Situado na vertente oeste da Serra do Alvão, caracteriza-se por uma topografia de montanha, dividida entre um planalto granítico a elevada altitude na parte oriental e uma área de menor altitude na parte ocidental onde predomina o xisto. O ponto mais elevado a situa-se a 1339 m de altitude, no Alto das Caravelas.

## História
O Parque Natural do Alvão foi criado pelo decreto-lei nº 237/83 de 8 de junho de 1983.
Em 1997, o parque foi classificado como sítio de importância comunitária da Rede Natura 2000 pela aplicação da Diretiva Aves e Diretiva Habitats da União Europeia. O sítio, denominado Alvão-Marão (PTCON0003), abrange uma área de 58 766 ha e inclui a totalidade do parque e grande parte das serras do Alvão e do Marão.

## Geografia

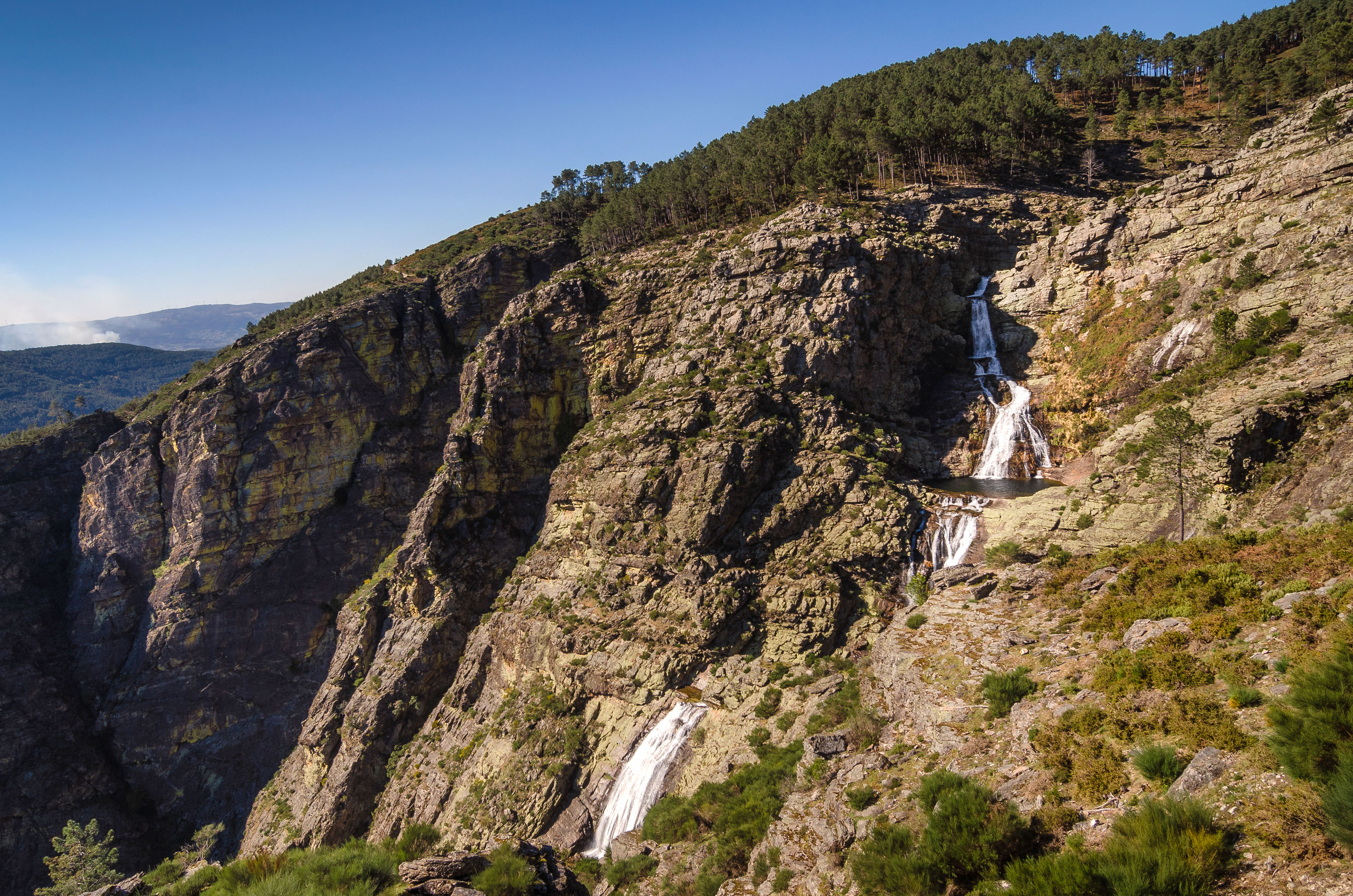
A cascata de Fisgas do Ermelo situa-se na transição entre a zona granítica de elevada altitude e a zona de xisto a baixa altitude

O Parque Natural do Alvão situa-se na na vertente oeste da serra do Alvão, na região de Trás-os-Montes e Alto Douro. Tem uma área total de 7239 hectares, ou cerca de 72 km2, dos quais 4361 ha pertencem ao município de Vila Real e 2859 ha ao município de Mondim de Basto. No município de Vila Real, o parque corresponde aproximadamente aos limites das freguesias de Lamas de Olo e Vila Marim e no município de Mondim de Basto às freguesias de Ermelo e Bilhó.
A topografia do parque é bastante acidentada e pode ser dividida em duas zonas: uma zona de altitude na parte oriental, correspondente à freguesia de Lamas de Olo, e uma zona baixa na parte ocidental, correspondente à freguesia de Ermelo. A zona de altitude é uma zona de planalto com declives suaves, cuja variação altimétrica não excede os 300 m. Na zona baixa predominam os declives acentuados, com variação próxima dos 700-800 m.
O ponto de maior altitude é o vértice geodésico no Alto das Caravelas, a 1339 m de altitude. O ponto de menor altitude situa-se no rio Olo, nas proximidades de Volta da Lousa, a 260 m de altitude. Cerca de metade da área do parque apresenta declives superiores a 25%. O maior desnível corresponde à cascata de Fisgas do Ermelo.

### Geologia
A geomorfologia do parque é caracterizada por uma zona de elevada altitude granítica e uma zona de menor altitude de xisto. A zona mais elevada divide-se em duas subzonas. A subzona de Lamas de Olo, Agarez e Arnal é constituída por granito biotítico pós-tectónico, caracterizada pela formação de granito em bolas que dá origem a uma paisagem agreste e caótica.
O parque insere-se no Maciço Ibérico, na sub-região de Galiza–Trás-os-Montes. Esta unidade geomorfológica é constituída por rochas eruptivas e metamórficas anteriores ao Mesozoico e enrugadas pelos movimentos hercínicos. Durante o Mesozoico, os afloramentos rochosos foram sujeitos a uma intensa ação de desnudação, dando origem aos depósitos de rochas sedimentares e cumes aplanados. Posteriormente, durante o Paleozoico, os movimentos alpinos reativaram fraturas nas áreas arrasadas e criaram desigualdades no relevo em consequência das diferentes resistências das rochas.

### Hidrologia

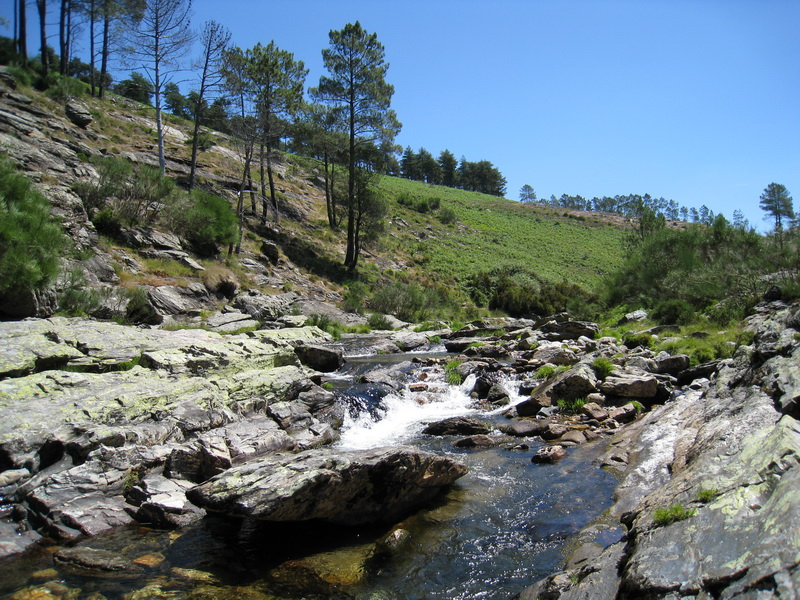
A rede hidrográfica do parque é dominada pelo Rio Olo

A rede hidrográfica do parque é dominada pelo rio Olo. O rio nasce a 1280 m de altitude nas montanhas a nordeste do parque, corre para poente e desagua no rio Tâmega. A sua bacia hidrográfica é constituída por numerosos afluentes. Estes afluentes são geralmente pequenos ribeiros que descem grandes declives, alguns deles intermitentes. Os afluentes mais significativos são a ribeira de Fervença, o rio do Sião e a ribeira do Vale Longo, que desempenham um papel importante na rede de levadas do parque e no abastecimento de água às comunidades locais. Na parte mais elevada do parque situam-se a Barragem Fundeira e a Barragem da Cimeira, essenciais para o abastecimento de água à população de Vila Real.

### Clima
O Parque do Alvão apresenta clima temperado atlântico com características mediterrânicas. Os invernos são geralmente frios e chuvosos, sendo frequente a queda de neve nas terras altas, enquanto os verões são quentes e secos. O parque apresenta uma diversidade de microclimas com diferenças significativas entre as terras altas e baixas, que são o resultado da variação de altitude, da morfologia do relevo e da diversidade de vegetação.
Grande parte da área do parque corresponde à cabeceira do rio Olo, que nasce nas montanhas a nascente do parque e corre para poente em direção ao rio Tâmega. Esta bacia hidrográfica virada a poente e exposta à influência das massas de ar húmido marítimo provenientes do oceano Atlântico contribui para os elevados valores de precipitação durante os meses de inverno. O período seco é nulo ou com a duração máxima de um mês, o que contribui para a paisagem verdejante e para a elevada capacidade de regeneração da flora do parque.

## Flora
O Parque do Alvão situa-se numa zona de transição entre as regiões fitoclimáticas Eurosiberiana e Mediterrânica. A diversidade da flora é influenciada pelo litoral húmido, pelo interior continental seco e, nas áreas de maior altitude, pelo clima sub-alpino. No parque existem cerca de 486 espécies de plantas, 25 delas endémicas da península Ibérica e 6 endémicas do território português.
A maioria das áreas de vegetação ripícola, fissurícula e arbustiva encontram-se no município de Vila Real. Os bosques de folhosas encontram-se junto às principais linhas de água nas imediações das áreas agrícolas. As principais áreas agrícolas, como os campos e lameiros, encontram-se nas imediações das povoações de Lamas d’Olo, Ermelo, Varzigueto, Barreiro, Fervença e Anta. Os bosques de coníferas encontram-se principalmente no município de Mondim de Basto.

### Espécies raras e ameaçadas
Entre as espécies do parque, 23 possuem estatuto de conservação. Entre as espécies endémicas, raras ou com estatuto de conservação estão a açucena-brava (Paradisea lusitanica), o cravo dos Alpes (Arnica montana), o satirião-malhado (Dactylorhiza maculata), o pólio (Teucrium salviastrum), a genciana-dos-pauis (Genciana pneumonanthe), a Arenaria querioides, a lúzula (Luzula sylvatica subsp. henriquesii) e a orvalhinha (Drosera rotundifolia).

### Florestas
Os bosques do parque apresentam elevada biodiversidade e importância botânica. Nos bosques de influência atlântica, abaixo dos 600m de altitude, predomina o carvalho-roble (Quercus robur), que forma associação com o castanheiro (Castanea sativa), o pilriteiro (Crataegus monogyna), o azevinho (Ilex aquifolium), o arando (Vaccinium myrtillus), a gilbardeira (Ruscus aculeatus) e a linária (Linaria triornithophora). Nas encostas expostas a sul, os bosques de carvalhos estão associados a espécies que toleram melhor o calor, como o sobreiro (Quercus suber), medronheiro (Arbutus unedo), o loureiro (Laurus nobilis) ou o lentisco (Phillyrea angustifolia).
Nas áreas de maior altitude e de influência continental predominam os bosques mistos de carvalho-roble (Quercus robur) e carvalho-negral (Quercus pyrenaica). Este carvalho forma associações com outras espécies, dependendo da altitude, precipitação, exposição solar ou tipo de solo, entre elas a erva-molar (Holcus mollis), arenária (Arenaria montana), búgula (Ajuga pyramidalis subsp. meonantha), giesta-piorneira (Genista florida), cerdeira (Prunus avium), violeta (Viola riviniana), erva-pombinha (Aquilegia vulgaris subsp. dichroa) e anémona-dos-bosques (Anemone trifolia subsp. albida). Em alguns locais o carvalho-negral é acompanhado por tojo-gadanho (Genista falcata), rosmaninho (Lavandula stoechas subsp. pedunculata) e trovisco (Daphne gnidium). São também comuns os vidoeiros (Betula alba), tanto em associação com os carvalhos como em pequenos vidoais, acompanhados por Saxifraga spathularis, Crepis lampsanoides, Holcus mollis e urze-branca (Erica arborea).

### Formações arbustivas

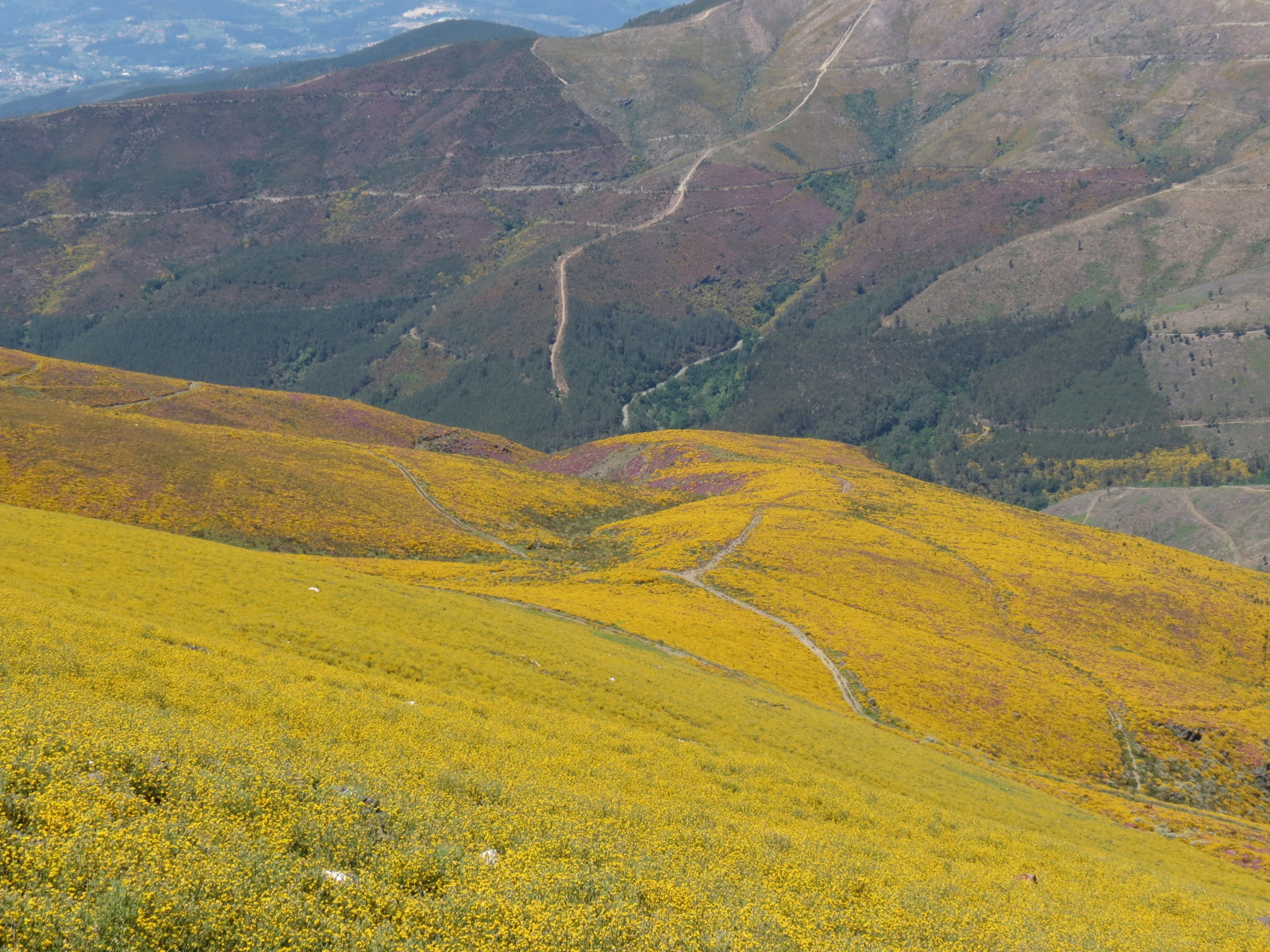
Entre as plantas arbustivas mais comuns do parque estão as giestas e urzes

As formações arbustivas resultam da degradação dos carvalhas e vidoais, sendo de grande importância para as a fauna e para as comunidades rurais. Nos andares supra e mesomediterrânico, colino e montano, os giestais são dominados pela giesteira-das-vassouras (Cytisus striatus), giesta-pioneira (Genista florida) e urze-branca (Erica arborea). Nas orlas dos carvalhais a maior altitude são comuns os matagais dominados por urze-branca (Erica arborea) e tojo-gadanho (Genista falcata). Nas áreas de menor altitude e de influência atlântica predominam os tojais de tojo-molar (Ulex minor) e tojo-arnal (Ulex europaeus), podendo também ser observadas a torga (Calluna vulgaris), queiroga (Erica umbellata), carqueja (Pterospartum tridentatum) e sargaço (Halimium lasianthum subsp. alyssoides). Nos matos de elevada altitude predominam os urzais de urgueira (Erica australis e E. umbellata), urze-peluda (Erica tetralix), giesteira (Genista micrantha), aliaga (Genista anglica), junco (Juncus squarrosus), junco-dos-prados (Luzula campestris) e tojo-molar (Ulex minor).

### Zonas ripícolas
Nas zonas ripícolas predominam o amieiro (Alnus glutinosa), o sanguinho (Frangula alnus), o freixo-de-folha-estreita (Fraxinus angustifolia), o salgueiro (Salix spp.), o vidoeiro (Betula alba), a urze-branca (Erica arborea), o feto-real (Osmunda regalis) e o feto-pente (Blechnum spicant) entre outras hepáticas e musgos.

## Fauna
Estão inventariadas cerca de 200 espécies animais no Parque do Alvão. Destas, 117 são espécies estritamente protegidas pela Convenção de Berna, 44 fazem parte da lista de espécies ameaçadas do Livro Vermelho dos Vertebrados de Portugal e 10 são endémicas da península Ibérica.

### Espécies ameaçadas
Entre as espécies de maior importância para a conservação da área protegida estão o lobo (Canis lupus), o morcego-de-bigodes (Myotis mystacinus), o morcego-de-franja (Myotis nattereri), o morcego-rabudo (Tadarida teniotis), a águia-cobreira (Circaetus gallicus), o falcão-peregrino (Falco peregrinus), a petinha-ribeirinha (Anthus spinoletta), o melro-das-rochas (Monticola saxatilis), o papa-moscas-preto (Ficedula hypoleuca), a gralha-de-bico-vermelho (Pyrrhocorax pyrrhocorax) e o dom-fafe (Pyrrhula pyrrhula).

### Habitats aquáticos

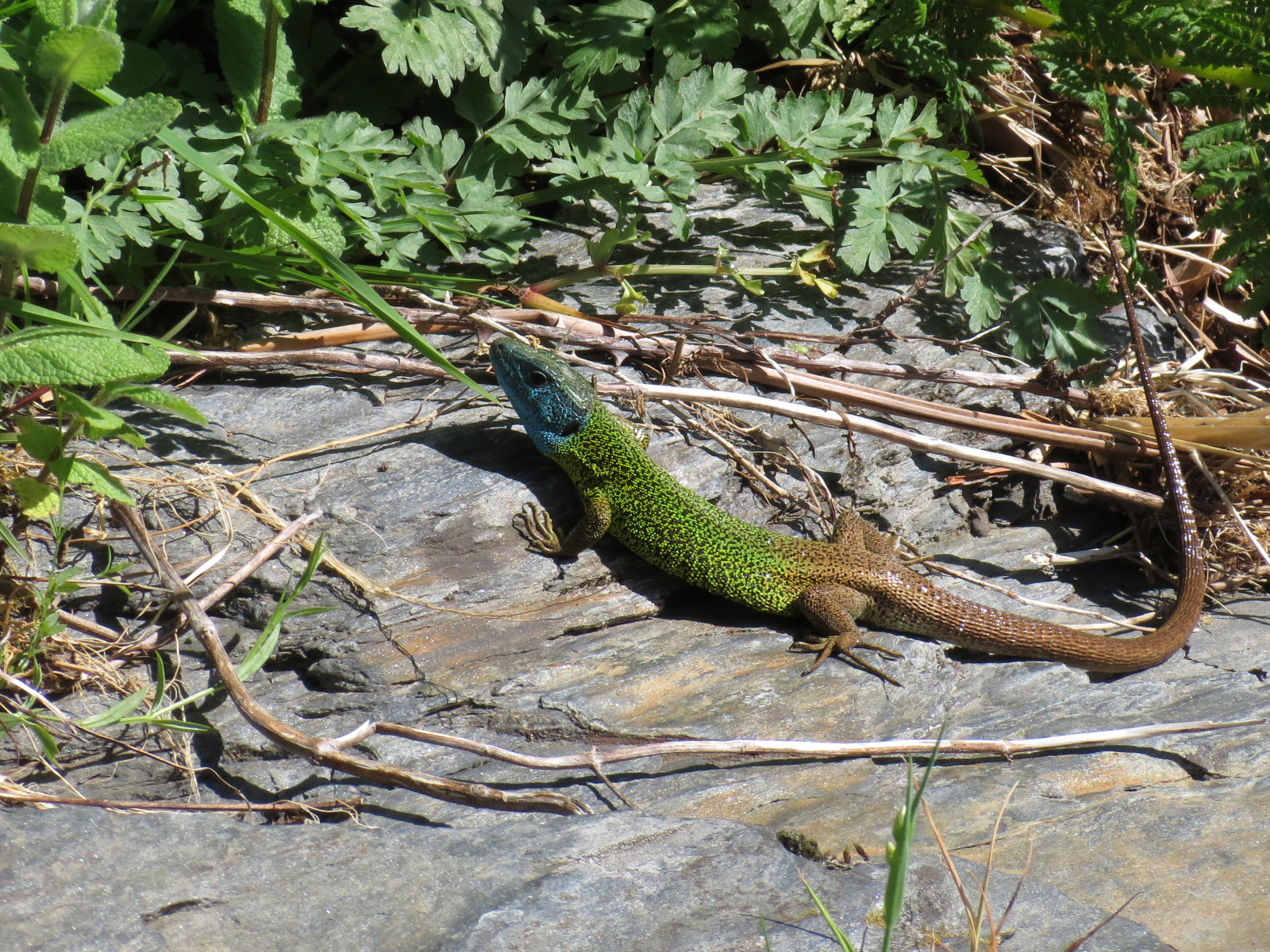
Nos habitats aquáticos é comum a presença de lagartos-de-água (Lacerta schreiberi)

Nos habitats aquáticos são comuns várias espécies de macroinvertebrados, como as libélulas ou os alfaiates. Nos troços mais torrenciais e montanhosos dos rios e ribeiras predomina a truta-marisca (Salmo trutta). Entre os anfíbios e répteis aquáticos de maior abundância ou raridade estão a salamandra-lusitânica (Chioglossa lusitanica), o tritão-de-ventre-laranja (Triturus boscai), a rã-ibérica (Rana iberica), a rã-de-focinho-pontiagudo (Discoglossus galganoi), o lagarto-de-água (Lacerta schreiberi), a cobra-de-água-viperina (Natrix maura) e a cobra-de-água-de-colar (Natrix natrix). As zonas ribeirinhas são também o habitat de diversas aves, como a galinhola (Scolopax rusticola), a narceja (Gallinago gallinago), a alvéola-amarela (Motacila flava), a alvéola-cinzenta (Motacila cinerea), o melro-de-água (Cinclus cinclus) e o guarda-rios (Alcedo atthis), assim como de mamíferos como a toupeira-de-água (Galemys pyrenaicus) e a lontra (Lutra lutra).

### Florestas

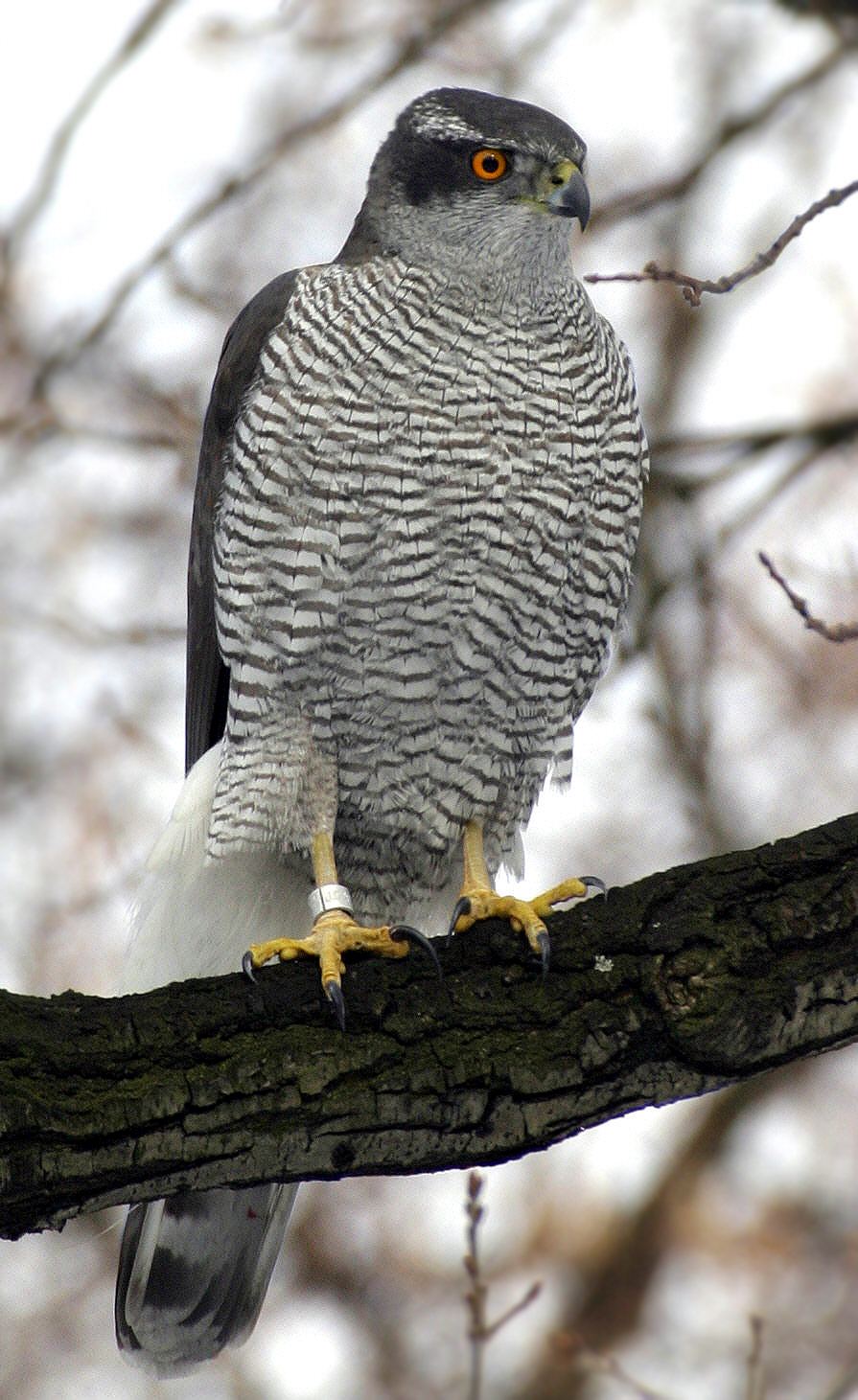
O açor é uma das várias aves de rapina presentes no parque

Os carvalhais, os bosques mistos, as matas de coníferas e os antigos olivais são biótipos importantes para a sobrevivência de muitas espécies. Entre as aves características dos carvalhais estão a rola (Streptopelia turtur), a poupa (Upupa epops), a trepadeira-azul (Sitta europaea), o pica-pau-verde (Picus viridis) e diversas aves de rapina como o açor (Accipiter gentilis), o gavião (Accipiter nisus), a coruja-do-mato (Strix aluco) e o mocho-galego (Athene noctua). As aves características dos bosques mistos e das matas de coníferas são a águia-de-asa-redonda (Buteo buteo), o tentilhão-comum (Fringila coelebs), a estrelinha-de-cabeça-listada (Regulus ignicapillus), a tordeia (Turdus viscivorus), o cruza-bico (Loxia curvirostra) e o bico-grossudo (Coccothraustes coccothrautes). Os bosques são também o habitat de diversos mamíferos, como o corço (Capreolus capreolus), o gato-bravo (Felis silvestris), o esquilo (Sciurus vulgaris) e mustelídeos como o arminho (Mustela erminea), a fuinha (Martes foina), o toirão (Mustela putorius) e a gineta (Genetta genetta).

### Matagais
Os matagais e matos são habitais que proporcionam menos refúgio o onde predominam répteis e mamíferos de pequeno porte. Entre as espécies de répteis características deste habitat estão o sardão (Lacerta lepida), a lagartixa-de-bocage (Podarcis bocagei) a lagartixa-ibérica (Podarcis hispanica), a cobra-bordalesa (Coronella girondica) e a cobra-rateira (Malpolon monspessulanus). Entre as aves que nidificam no solo ou nos pequenos arbustos dos matagais estão o tartaranhão-caçador (Circus pygargus), o tartaranhão-azulado (Circus cyaneus), a toutinegra-do-mato (Curruca undata), o cartaxo-preto (Saxicola torquata), a ferreirinha-comum (Prunella modularis), o picanço-real (Lanius excubitor) e as petinhas (Anthus spp.).

### Outros biótipos
As escarpas, falésias e encostas de montanha são o habitat de várias espécies de aves, como a andorinha-das-rochas (Ptyonoprogne rupestris, o andorinhão-preto (Apus apus), o peneireiro-comum (Falco tinnunculus), o bufo-real (Bubo bubo), o melro-azul (Monticola solitarius) e o corvo (Corvus corax). Entre as fendas de muros ou casas de xisto devolutas é comum a presença da osga-comum (Tarentola mauritanica).

## Património cultural
O Parque Natural do Alvão possui um património etnográfico rico e diversificado, associado ao estilo de vida agro-silvopastoril da economia de montanha. O isolamento das comunidades de montanha proporcionou o desenvolvimento de uma série de elementos que caracterizam a etnografia da região.

### Agricultura

#### Sistemas de regadio

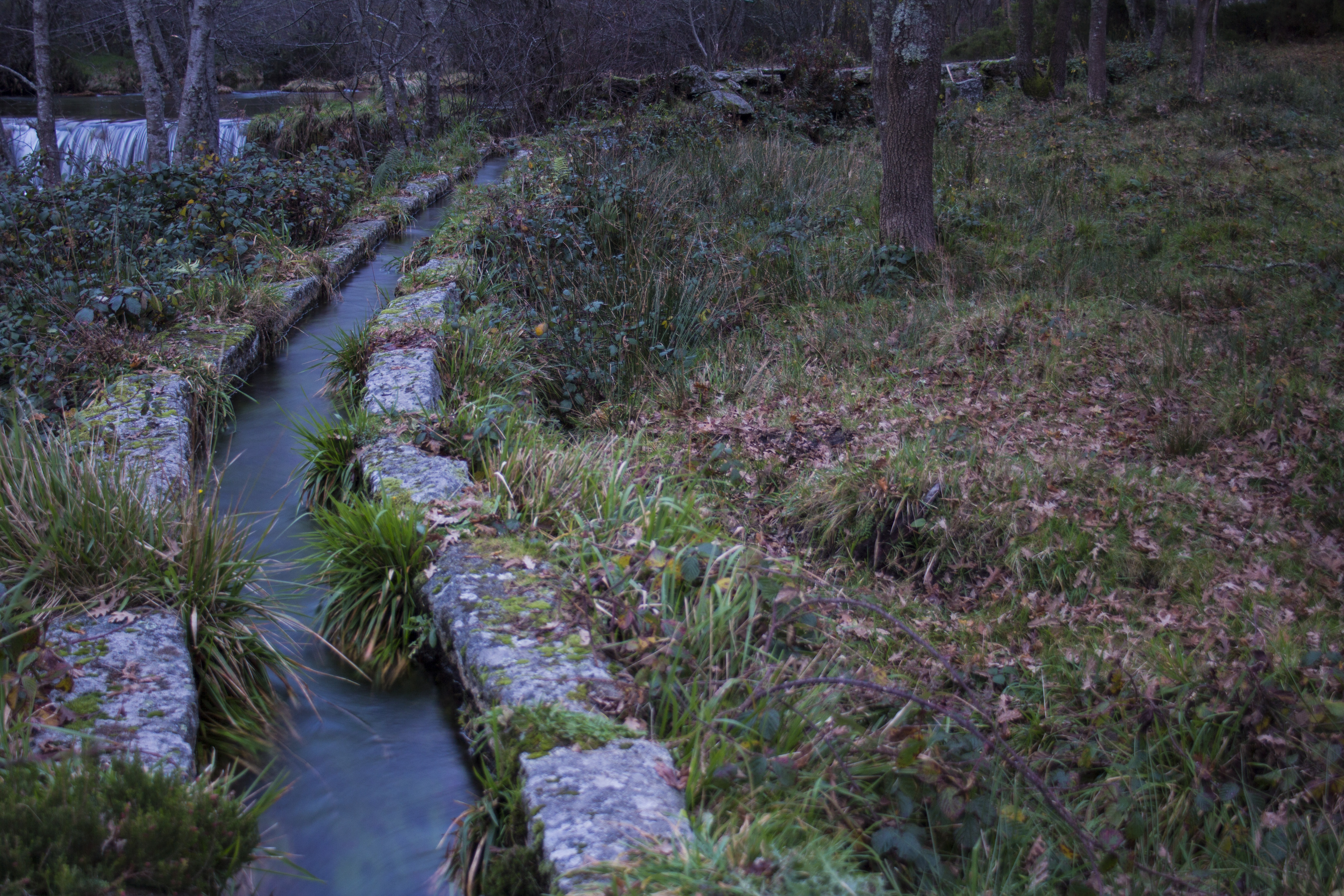
Levada no rio Olo

No parque subsistem ainda vários sistemas e técnicas tradicionais de gestão da água. Estes sistemas captam água nas nascentes ou nos ribeiros, transportam-na e distribuem-na para a rega dos campos agrícolas e abastecimento das aldeias e moinhos. Estes sistemas são de propriedade coletiva e o direito à água está associado à posse de terrenos.
Em Fervença, Lamas de Olo e Ermelo existem vários sistemas de levadas que captam água a elevada altitude e a transportam por vários quilómetros ao longo de um sistema de canais em pedra, que distribuem a água por vários socalcos. Nas levadas existem vários açudes e tanques coletivos onde a água é armazenada para utilização posterior. Os lameiros são irrigados pelo sistema de rega de lima, um tipo de rega de abundância que no verão rega as pastagens e no inverno protege as plantas das geadas.

#### Sistemas de conservação do solo
O declive das encostas do parque levou à construção de diversos socalcos para permitir a prática agrícola. Os socalcos são suportados por muros de pedra solta que retêm o solo e irrigados pelo sistema de levadas. Durante a construção eram comum a junção de estrume para melhorar a qualidade e espessura do solo. Em muitas comunidades agrícolas do parque é comum a compartimentação e delimitação dos terrenos por muros de pedra seca solta.

#### Cultivo

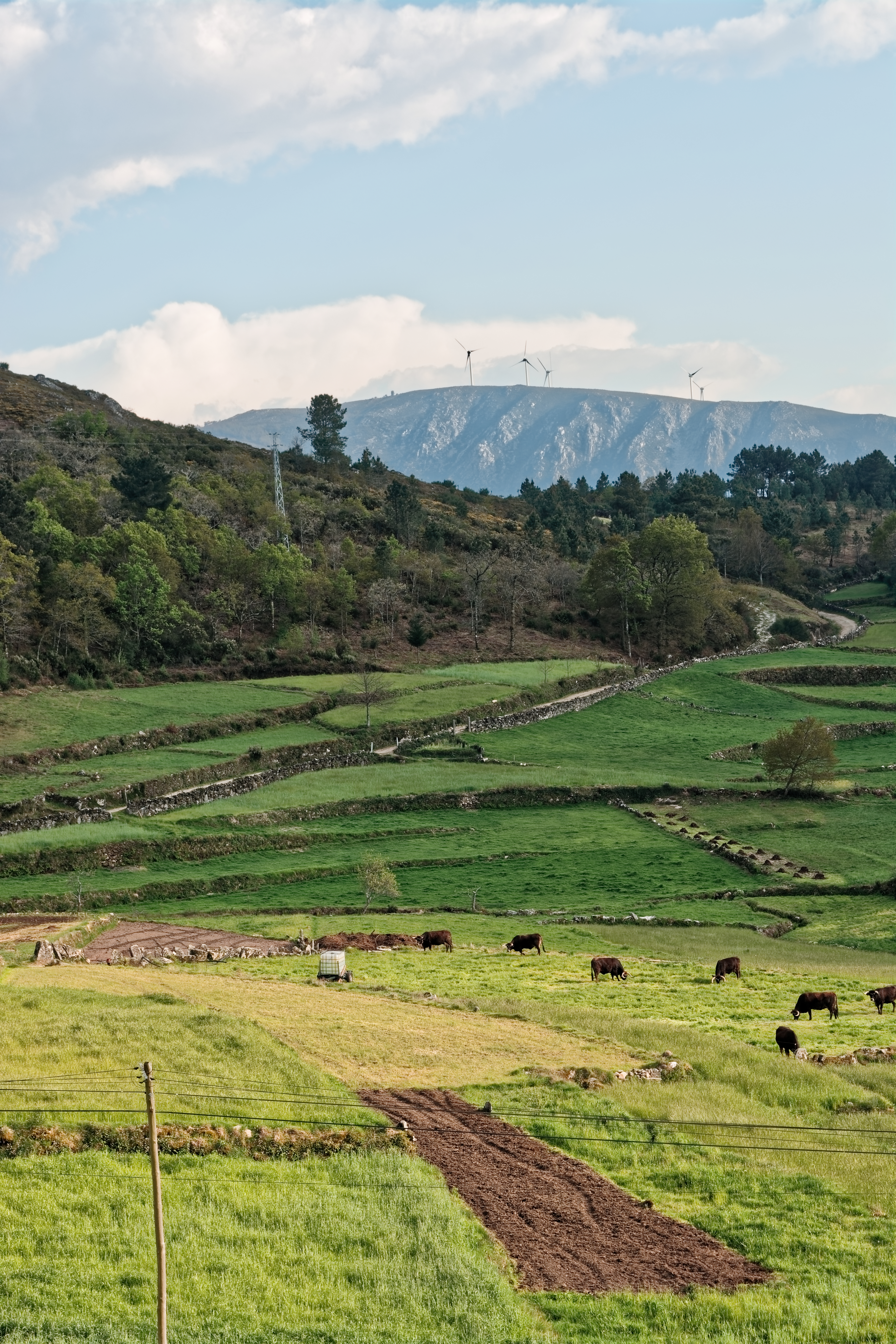
Terrenos de pastagem no Alvão

À semelhança de outras áreas de montanha do norte e centro de Portugal, As comunidades do parque dependiam economicamente das atividades agro-silvo-pastoris. A pouca espessura e o difícil maneio dos solos de montanha apenas permitia a agricultura de subsistência.
Junto às aldeias eram plantadas as culturas mais sensíveis, como as hortaliças, que eram bem estrumadas e regadas. Nas encostas de menor declive situavam-se os lameiros, de grande importância para a criação de gado. Nas encostas mais íngremes construíam-se socalcos. Nos planaltos de precipitação abundante situavam-se os pastos.
As técnicas agrícolas tradicionais das comunidades do parque eram arcaicas e dependiam da tração animal e força humana. Os sistemas de rega e grande parte da agricultura dependiam de tarefas coletivas. Em décadas recentes, muitos destes sistemas e técnicas agrícolas tradicionais têm vindo a desaparecer ou mostram sinais de abandono, como consequência da introdução de máquinas, do despovoamento, do envelhecimento da população e da ausência de gerações mais jovens.

### Artes e ofícios
A produção de peças de artesanato no território parque está bastante associada às matérias-primas locais, devido ao isolamento das comunidades. Entre as artes tradicionais que ainda hoje são praticadas estão a cestaria em madeira de castanheiro, a produção de socos em madeira de amieiro, chapéus de palha e croças de centeio, artefactos de lã, cobertas e passadeiras de farrapos e artefactos de linho. Até há algumas décadas, o linho era a principal fibra usada na produção de vestuário. Muitos ofícios tradicionais estão em declínio ou já desapareceram totalmente.